# Джадсон, Уильям Вурхис
Уильям Вурхис Джадсон (16 февраля 1865 года — 29 марта 1923 года) — американский военный инженер, бригадный генерал, который служил военным советником в миссии Рута при Временном правительстве России.

## Ранний этап жизни, образование
Уильям Вурхис Джадсон родился 16 февраля 1865 года в Индианаполисе, штат Индиана, в семье Чарльза И. Джадсона и Эбби Кэди Вурхис Джадсон. В течение двух лет он учился в Гарвардском университете, после чего поступил в Военную академию США, которую он окончил третьим по оценкам в своем выпуске (1888).

## Военная карьера
После окончания Военной академии Джадсон поступил в Военно-инженерную школу (Army Engineering School of Application), которую он окончил в 1891 году. После этого он работал помощником инженера на различных должностях; на озере Эри, в верховьях р. Миссисипи и в Галвестоне, штат Техас. В 1899 году он был назначен главным инженером и президентом Совета общественных работ Пуэрто-Рико (Board of Public Works of Puerto Rico), прослужив на этой должности до 1900 года.
После этого Джадсон служил на различных инженерных должностях до 1917 года, в том числе инструктором в Инженерной школе армии США (U.S. Army Engineer School), в качестве инженера-комиссара в Вашингтоне (федеральный округ Колумбия) и в качестве помощника инженера дивизии на атлантической стороне Панамского канала. В 1911 году он получил почётную степень магистра в Гарварде.
C 1904 по 1905 год Джадсон находился в качестве военного наблюдателя на русско-японской войне. После поражения Российской империи вернулся в США.
6 апреля 1917 года Джадсон вернулся в Россию в составе Миссии Рута, возглавляемой Элиу Рутом. После возвращения Рута в США Джадсон еще три месяца оставался в России в качестве главы миссии, а затем был откомандирован в качестве военного атташе в американское посольство в Петрограде и был главой американской военной миссии в России (до весны 1918 года). В этот период он стал первым дипломатическим представителем США, который встретился с лидером большевиков (с Львом Троцким) 1 декабря 1918 года.
Находясь на посту военного атташе, Джадсон составил множество писем и документов в качестве в Петрограде, которые представляют исторический интерес. На основе материалов Джадсона была написана книга «Россия в войне и революции: рассказы генерала Уильяма В. Джадсона из Петрограда за 1917—1918 годы» (Russia in War and Revolution: General William V. Judson’s Accounts from Petrograd, 1917—1918).
По возвращении на родину Джадсон был назначен командиром 38-й пехотной дивизии в Кэмп-Шелби (Camp Shelby) до августа 1918 года. С сентября по декабрь 1918 года Джадсон командовал нью-йоркским портом погрузки (New York Port of Embarkation).
Джадсон провел остаток своей карьеры, работая в качестве окружного военного инженера в Чикаго, штат Иллинойс, и ушёл в отставку в 1922 году по инвалидности.

## Личная жизнь
С 1891 года Джадсон был женат на Алисе Карнил. У них был один сын, Клэй Джадсон.

## Кончина
Джадсон скончался 29 марта 1923 года. Он похоронен на Арлингтонском национальном кладбище рядом со своей супругой.